# Province d'Aniceto Arce
La province d'Aniceto Arce est une des 6 provinces du département de Tarija, en Bolivie. Son chef-lieu est Padcaya.

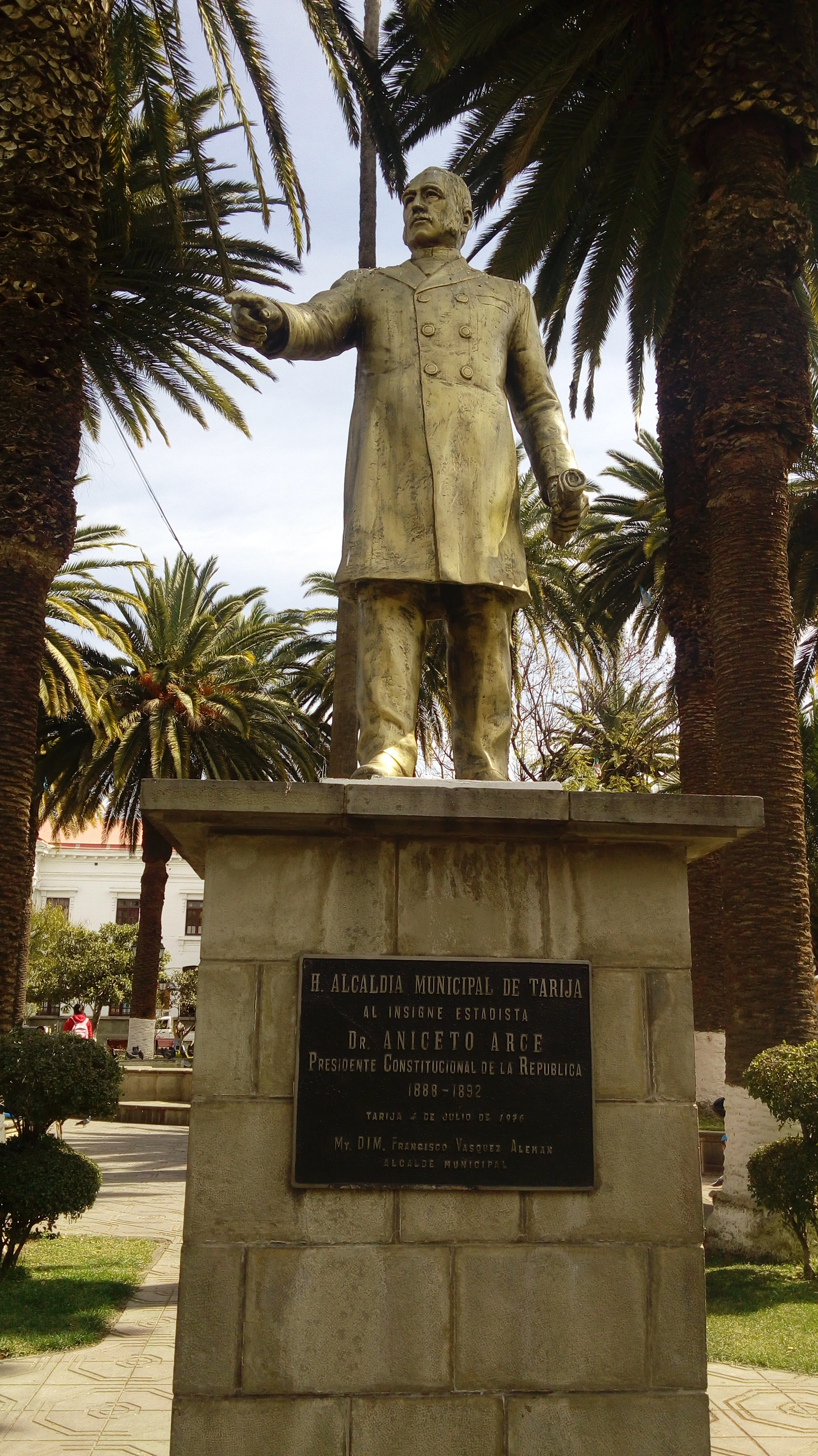
Monument à Aniceto Arce de Mendoza